# 小孔塔姆蛛
小孔塔姆蛛（学名：Tamgrinia alveolifera）为漏斗蛛科塔姆蛛属的动物。在中国大陆，分布于甘肃等地。该物种的模式产地在甘肃。